# Santo Adriano
Santo Adriano es un concejo español de la comunidad autónoma del Principado de Asturias. Limita al norte con Oviedo, al este con Ribera de Arriba y Morcín, al sur con Quirós y Proaza y al oeste con Proaza y con Grado.
Tiene una superficie de 22,60 km², que supone el 0,21 % del total del Principado. En ella se distribuyen sus 289 habitantes (INE 2024). La población está en retroceso, como en la mayor parte de los núcleos rurales asturianos.

## Geografía
El subsuelo de Santo Adriano es devoniano mostrándose en él la arenisca roja propia del devoniano tan cargada de óxido de hierro que toma el carácter del mineral de hierro. El río Trubia según la descripción geológica hecha por Schulz, atraviesa una faja devoniana dura entre Tuñón y San Andrés, cuya garganta con su escobio es ruptura de terreno preexistente al río.
Respecto a su topografía hay que decir que es un concejo muy accidentado, afectado por las estribaciones de las sierras del Aramo y del Oral, que atraviesan el concejo en todas las direcciones mostrándonos una superficie desigual con fuertes desniveles y elevadas sierras calizas. Entre dichos desniveles se abre paso el río Trubia formando unas fértiles y frondosas vegas donde se concentra la mayoría de la población. Los picos más elevados son el Grandamiana con 813 m, Los Navalones de 756 m, El Piantón con 750 m y el Castromayor con 672 m.

### Hidrografía

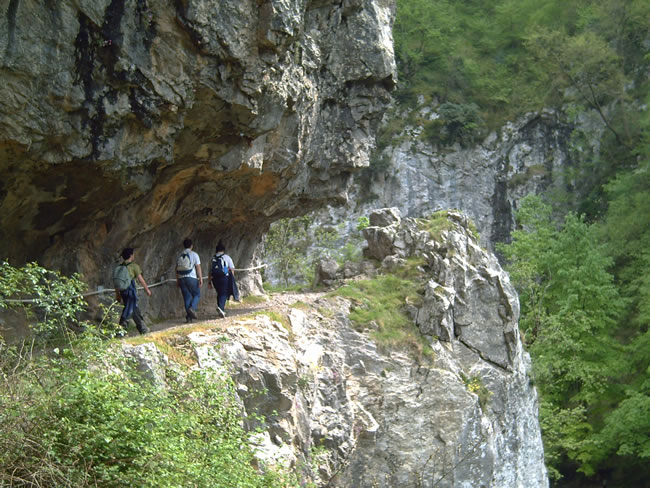
Desfiladero de las Xanas

El principal accidente fluvial es el ya comentado río Trubia que atraviesa el territorio de sur a norte formando unas vegas muy fértiles. Además del río Trubia existen numerosos arroyos que dan sus aguas a él, como el río Picarós que desemboca en el Trubia a la altura de la cuesta de Prados formando límite con Proaza. Otros arroyos que fluyen al Trubia son los de las Xanas, el Rebregáu y el Tresarcu.

### Clima
El clima aquí es muy difícil de determinar debido a las diferencias de sus paisajes y a las distintas latitudes y orientaciones de las aldeas. Por esto aparecen contrastes reseñables entre unos puntos y otros, siendo mucho más benigno en la vega de Villanueva, donde se dan unas temperaturas muy templadas y poca presencia de nieblas, muy extendidas por toda la región.

## Fauna y flora
Su vegetación es muy rica y variada siendo común ver bosques mixtos de castaños y robles, en las zonas de montaña, y bosques de riberas con presencia de alisos, chopos y salgueros. En las vertientes soleadas se dan las encinas. Por suerte, la implantación del eucalipto aquí es mínima. También hay que destacar dentro del paisaje del concejo el desfiladero de las Xanas, declarado paisaje protegido por el PORNA. En cuanto a la fauna, se pueden ver en las montañas, aunque cada vez en menor cantidad especies tales como lobos, zorros, melandros y ardillas.

## Historia
Las primeras muestras de vida humana en el concejo datan de la época paleolítica, tal como se demostró con los hallazgos de la cueva del Fornu o del Conde, localizada en las proximidades de Tuñón. De las excavaciones realizadas en ella se extrajeron datos y huesos pertenecientes al periodo mustariense, del paleolítico medio y asociado al neandertal. La cueva también nos ofrece testimonios de la primera etapa del paleolítico superior: el Auriñaciense, siendo de esta etapa las azagayas encontradas por el conde de la Vega del Sella en su excavación. También son descubiertas muestras del arte parietal. Otras cuevas han sido halladas en estos últimos años, como son la cueva del Ángel, encontrándose material lítico y óseo del paleolítico superior. Y el Abrigo de Santo Adriano, donde fueron halladas en sus paredes alrededor de 30 representaciones pictóricas de animales (ciervos y bóvidos).
De la etapa neolítica no se ha podido encontrar nada en el concejo, pero se intuye que también haya sido habitada esta tierra, ya que varios concejos vecinos contienen muestras megalíticas importantes. Dentro de las fortificaciones y asentamientos en forma de castros se han encontrado en territorio de Santo Adriano dos, uno en el pico Constancio en Les Caranges, y otro en el Collaín en Tenebréu. No obstante, al no ser excavados aún, no es posible precisar a que etapa cronológica pertenece, pudiendo ser de la Edad del Hierro o de la época romana.
En la etapa de la monarquía Asturiana ya se empieza a tener un referente histórico importante. La iglesia de Santo Adriano de Tuñón tiene un origen prerrománico, y se cree que fue fundada en el año 891 bajo el amparo del rey Alfonso III el Magno y su esposa la reina Jimena, estando presente en el acto los obispos de Oviedo, Coímbra, Iria y Astorga. No obstante, son varias las dudas que recaen en este acontecimiento, dudándose de su autenticidad ya que el documento había salido del obispo Pelayo de Oviedo, cuya obra más conocida era la falsificación de datos.
El levantamiento en contra del monarca Alfonso VII de León en el siglo XII, protagonizado por el conde Gonzalo Peláez, en toda la zona del valle del Trubia también tiene su incidencia en el territorio municipal, al amotinarse este en un castillo del concejo, concretamente en el castillo de Buanga.
En el siglo XIII, es cuando se puede hablar sin ningún tipo de dudas de la historia del monasterio de Santo Adriano en Tuñón. Toda la etapa bajomedieval está relacionada con la influencia en la vida del concejo, de la dependencia obispal de Oviedo, que tenía el control sobre la zona, nombrando para controlar la zona, aparte de la nobleza que se encargaba de mantener el orden y preservar los bienes obispales. Uno de estos nobles que se encargaría de cuidar la tierra sería Gonzalo Bernaldo de Quirós, al que nombraría el obispo Alfonso Peláez.
Como ocurrió con todos los bienes de la mitra ovetense, la desamortización llevada a cabo por el monarca Felipe II bajo gracia papal, produjo la venta al pueblo de todos los bienes en poder de la iglesia, formando Santo Adriano ayuntamiento independiente y con jurisdicción propia en 1589 y nombrando como capital del mismo a la localidad de Villanueva, que todavía perdura en la actualidad.
A finales del siglo XVIII, el concejo sufre un incendio devastador que destruye gran parte de Villanueva y la vecina Proaza. El siglo XIX es importante para la vida del concejo, ya que tiene lugar una reorganización territorial, al integrase los cotos jurisdiccionales en los concejos. De este modo el coto de Llinares se integra en Proaza, el de Las Morteras en Ribera de Arriba y el de Llavares, pasa a formar parte de Santo Adriano. En 1859 las localidades de Proacina y Caranga que pertenecían al concejo, se unen a Proaza. Ya en el siglo XX San Adrianu´l Monte, muy unido al monasterio pasa a depender del concejo de Grado. En este siglo XX la ausencia de una industria fuerte y competitiva en la zona, hace que se produzcan unas salidas migratorias hacia los centros industriales de la región y de Europa, que afecta a la vida social de Santo Adriano.

## Demografía
Santo Adriano cuenta con una población de 289 habitantes (INE 2024).
| Gráfica de evolución demográfica de Santo Adriano entre 1842 y 2021                                                 |
| |
| Población de derecho según los censos de población del INE Población de hecho según los censos de población del INE |

La evolución de la población del concejo, al igual que la de los concejos de montaña en Asturias, sigue la misma línea que en todos ellos, es decir, un despoblamiento progresivo que van a dar lugar a la cifra de 248 habitantes de hoy en día, siendo una de las cantidades más bajas de todo el Principado. Desde que en 1900 la población alcanzase su cota más alta con 1747 habitantes, la cifra poblacional va cayendo poco a poco hasta llegar a los límites actuales y pasar de una densidad de 69 hab./km² a 16 hab./km². La causa principal de este descenso se encuentra en los movimientos migratorios a la capital regional y su concejo, sobre todo a la fábrica de armas de Trubia, donde trabajan muchas personas de Santo Adriano. Aunque también otros concejos como Gijón, Proaza y Teverga reciben este saldo migratorio. De este modo la pirámide que presenta el concejo tiene la típica forma invertida con un predominio de la gente mayor de 40 años. La población se concentra en su mayoría, en las vegas, mucho más fértiles y mejor comunicadas que los asentamientos de montaña.

## Economía
La actividad económica del municipio se reparte solo entre el sector primario y el terciario. El sector primario genera un 43,75 % de los empleos locales. La actividad ganadera es la principal fuente de vida de Santo Adriano, siendo las explotaciones bovinas orientadas hacia el sector cárnico la que mayor se trabaja. Por esta causa, la raza predominante de vacas es la Asturiana de los valles. La agricultura apenas tiene repercusión en la zona, cultivándose los terrenos para uso doméstico principalmente.
El sector secundario industrial no tiene ni la más mínima incidencia en el concejo, llevándose la fábrica de armas en Trubia mucha de la mano de obra disponible aquí.
Por último diremos que el sector terciario de los servicios representa a un 56,25 % de la población activa, siendo el que últimamente más ha evolucionado.

## Administración y política

### Gobierno municipal

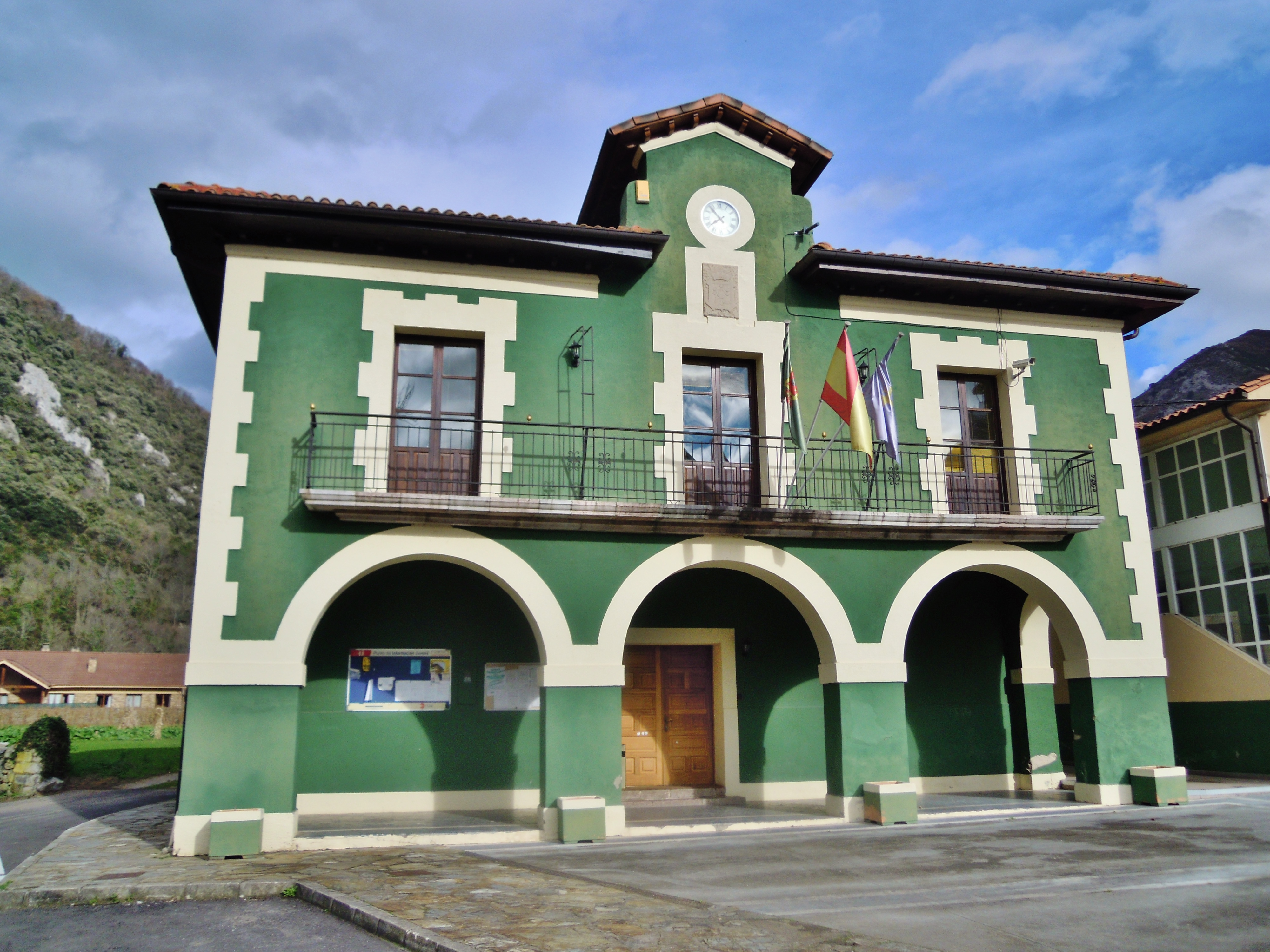
Casa consistorial

En el concejo de Santo Adriano, desde 1979, el partido que más tiempo ha gobernado ha sido el PSOE, que junto con la UCD son los únicos partidos que han llegado a gobernar. El actual alcalde es el socialista Jesús Muñiz Castro, quien gobierna con mayoría absoluta desde las elecciones del 22 de mayo de 2011.
El concejo pasó a tener un sistema de listas abiertas tras las elecciones de 2011 debido a que el número de habitantes descendió por debajo de 250, lo que también motivó que la representación pasase de 7 concejales a 5. Sin embargo, en 2015 la población del concejo incrementó ligeramente, por lo que se volvió al sistema anterior.
| Periodo   | Nombre                          | Partido | Partido                                    |
| --------- | ------------------------------- | ------- | ------------------------------------------ |
| 1979-1983 | José Manuel Fernández Fernández |         | Unión de Centro Democrático (UCD)          |
| 1983-1987 | Corsino Alonso Fernández        |         | Federación Socialista Asturiana (FSA-PSOE) |
| 1987-2003 | José Ramón Menéndez Suárez      |         | Federación Socialista Asturiana (FSA-PSOE) |
| 2003-2003 | Jesús Manuel Muñiz Castro       |         | Federación Socialista Asturiana (FSA-PSOE) |
| 2003-2011 | Carlos de Llanos González       |         | Federación Socialista Asturiana (FSA-PSOE) |
| 2011-2015 | Juan José Álvarez               |         | Federación Socialista Asturiana (FSA-PSOE) |
| 2015-2019 | Jesús Manuel Muñiz Castro       |         | Federación Socialista Asturiana (FSA-PSOE) |
| 2019-act. | Elvira Menéndez Fernández       |         | Federación Socialista Asturiana (FSA-PSOE) |

| Partido político    | Partido político                                                                | 1979   | 1983   | 1987   | 1991   | 1995   | 1999   | 2003   | 2007   | 2011   | 2015   | 2019   | 2023   |
| Partido político    | Partido político                                                                | Ediles | Ediles | Ediles | Ediles | Ediles | Ediles | Ediles | Ediles | Ediles | Ediles | Ediles | Ediles |
|                     | Federación Socialista Asturiana (FSA-PSOE)                                      | —      | 3      | 4      | 5      | 5      | 5      | 6      | 5      | 4      | 6      | 6      | 6      |
|                     | Foro Asturias (FAC)                                                             | —      | —      | —      | —      | —      | —      | —      | —      | 0      | 1      | 1      | —      |
|                     | Alianza Popular (AP)-Partido Popular (PP)                                       | —      | 1      | 1      | 2      | 2      | 2      | 1      | 0      | 1      | 0      | 0      | 1      |
|                     | Partido Comunista de España (PCE)-Izquierda Unida (IU)-Bloque por Asturies (BA) | 3      | —      | 0      | —      | 0      | 0      | 0      | 2      | 0      | —      | 0      | 0      |
|                     | Unión de Centro Democrático (UCD)-Centro Democrático y Social (CDS)             | 4      | —      | 2      | —      | —      | —      | —      | —      | —      | —      | —      | —      |
|                     | Independientes                                                                  | —      | 3      | —      | —      | —      | —      | —      | —      | —      | —      | —      | —      |
| Total de concejales | Total de concejales                                                             | 7      | 7      | 7      | 7      | 7      | 7      | 7      | 7      | 5      | 7      | 7      | 7      |

### Organización territorial
El concejo de Santo Adriano está formado por 4 parroquias:
- Castañedo del Monte (Castañeo'l Monte)
- Lavares (Llavares)
- Tuñón
- Villanueva (Villanuova)

## Cultura

### Arte

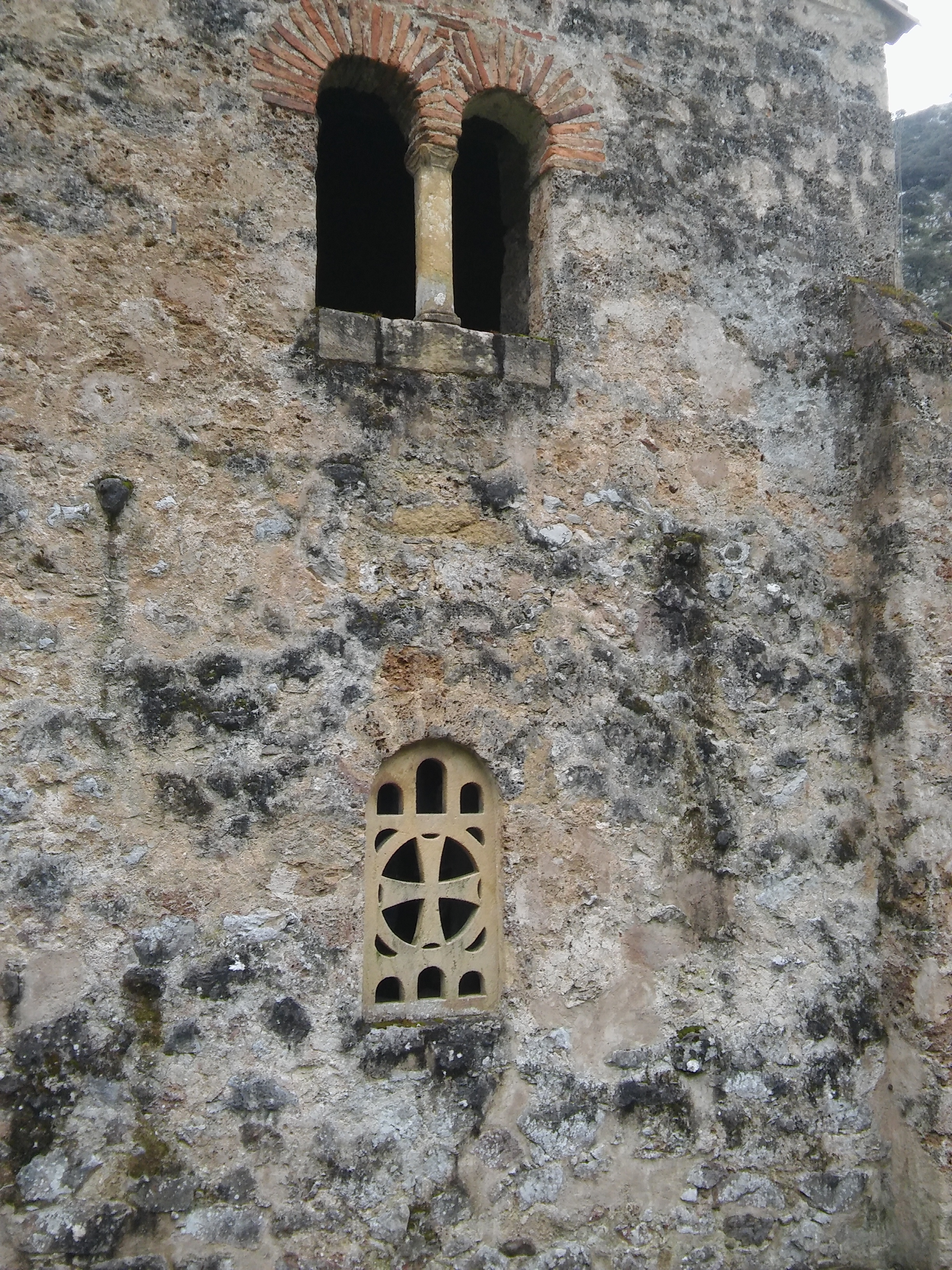
Testero prerrománico de Santo Adriano de Tuñón

La obra más destacada monumentalmente del concejo es la iglesia de Santo Adriano en Tuñón, declarada como bien de interés cultural y monumento histórico nacional desde 1931. Es una edificación prerrománica fundada por el monarca Alfonso III el Magno. Su estructura es la básica del arte asturiano, con planta basilical de tres naves con tres tramos, separados por arcos de medio punto que descansan sobre pilares lisos sin impostas y cubiertos con techumbre de madera. La nave central está más elevada mostrándose a cada lado de ella tres vanos rectangulares que se corresponden con cada arco. La cabecera es tripartita y están cubiertas sus cámaras con bóveda de cañón. Adosados en los lados de las naves se abrían dos capillas laterales de las que hoy solamente se conserva una de ellas. El ábside central conserva interesantes pinturas al fresco contemporáneas de la iglesia, y en ellas se puede observar un friso de torres amuralladas y una representación del sol y la luna.
En la capital del concejo tenemos la iglesia parroquial de San Román, de origen románico cuyos restos se observan en la estructura de una sola nave, el ábside semicircular y la cubierta con bóveda de cañón. El resto del edificio pertenece al siglo XVIII, en el que se reconstruyó la iglesia. En el interior de la misma podemos contemplar diversas pinturas murales de estética gótica. Otros templos religiosos de importancia en el concejo son los del Arcángel San Gabriel en Castañedo del Monte y el de Santa Catalina en Lavares.
Del arte no religioso se hallan dispersas por varias aldeas numerosas casonas nobles con escudo señorial. Además la capital conserva un puente medieval de un solo ojo que une los dos barrios de la villa. Las viviendas típicas están muy bien encuadradas en el paisaje del concejo, estando bien conservadas la mayoría de ellas y mostrándonos la edificación representativa de las casas de pueblo asturianas.
Por último hay que hacer una reseña a la cueva del Fornu o del Conde, donde se hallaron restos antiguos correspondientes a la etapa paleolítica y que ha sido declarado bien de interés cultural.

### Fiestas
Entre sus fiestas destacaremos:

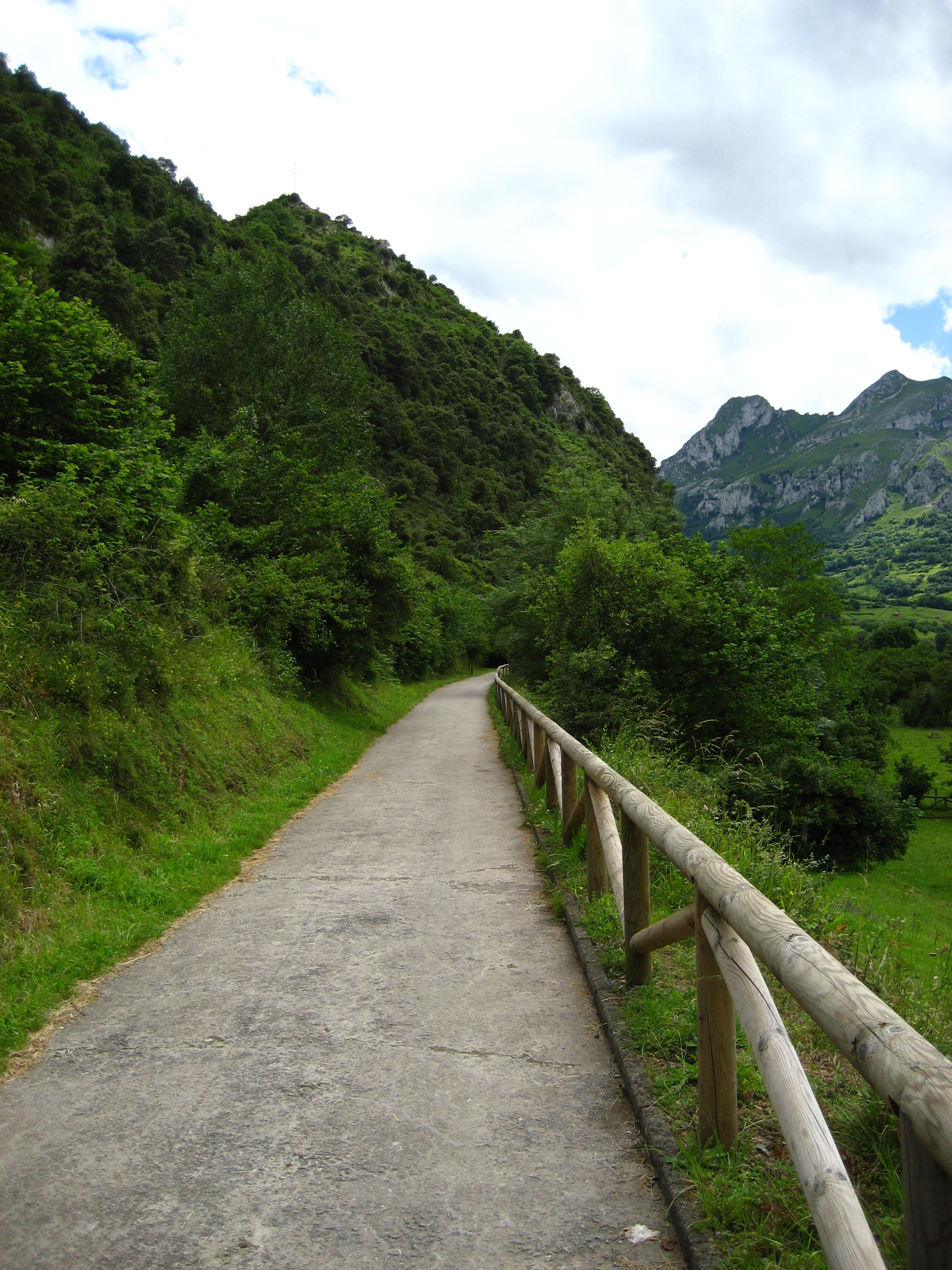
Senda del Oso

- Las fiestas de Los Mártires en Tuñón el día 20 de enero.
- Las fiestas de San Antonio en Dosango el día 13 de junio y las de San Juan en Castañedo del Monte el día 24 de junio. Las fiestas más importantes son las de San Juan en Castañedo del Monte, las más grandes de todo el municipio, con tres días de duración. Las fiestas empiezan el viernes acabando el domingo. El viernes empezarían las fiestas por la noche, para dar paso al sábado, el día grande. Día que por cierto tiene lugar la misa, la procesión, la sesión vermú, los juegos infantiles y de mayores, el reparto del bollo y la fiesta principal durante la noche con varios músicos. El domingo se celebra una comida, parrilla o cordero, para posteriormente continuar la tarde con música. El domingo tiene lugar la celebración de las rameras por la tarde. Las fiestas de San Juan son las más importantes del concejo y las que se celebran todos los años, también las más numerosas. Son también las referentes de pueblos cercanos como Linares, Tuñon, Villanueva, Sograndio, Proacina o Bandujo. Son las únicas de Santo Adriano que disponen de ramera.
- Las fiestas de El Carmen en Villanueva el día 16 de julio.
- Las fiestas de San Román en Villanueva el día 9 de agosto.

Ya desde siglos pasados se tiene constancia de los rituales que se celebran en las fiestas del concejo. Así los historiadores Bellmunt y Canella, en 1522, hablan de las fiestas en las que no podían faltar la comida, la misa, la procesión, los bailes y las danzas y los palos de las romerías asturianas. Todas estas tradiciones perduran con el paso de los tiempos en su mayoría, haciendo que los festejos sean amenos y divertidos.